# Barbastella darjelingensis
Barbastella darjelingensis — вид рукокрилих ссавців з родини лиликових.

## Таксономічна примітка
Таксон відокремлено від B. leucomelas.

## Поширення
Країни проживання: Афганістан, Пакистан, Індія, Непал, Бутан, Бангладеш, М'янма, Лаос, В'єтнам, Китай, Тайвань.

## Спосіб життя
Строго нічний вид. Про його звички відомо небагато, але, за аналогією з іншими барбастелами, він, ймовірно, живе поодиноко або утворює невеликі колонії та харчується літаючими комахами середнього розміру. Відомий переважно з гірських районів до висоти ≈ 2350 м над рівнем моря. Мешкає в гірських помірних і субтропічних лісах. Денні місця спочинку, ймовірно, розміщені в природних і штучних печерах і кавернах, ущелинах скель або в дуплах під корою дерев.